# کارما در آیین بودا
قانون کارما یا کرمه (سانسکریت: कर्म; پالی: kamma) یک اصل اساسی در جهان‌نگری بودایی است. به‌طور خلاصه، کارما به این ایده اشاره می‌کند که کردارهای عمدی پیامدهایی برای کننده کار، در این زندگی و در زندگی‌های آتی، دارد. در حقیقت، کارما است که منجر به تولد دوباره می‌شود. بوداگرایان قانون کارما را به عنوان جلوه دیگری از قانون علت و معلول، می‌فهمند. بر اساس این قانون، کردارهای انسان به‌طور طبیعی پیامدهایی دارند، نه به عنوان نتیجه قضاوت الهی. با این حال، این پیامدها حتمی هستند. بودا تأکید کرد که اعمال به‌طور گریزناپذیر به عواقب متناسب با خود منجر می‌شوند:
نه در آسمان، نه در میان دریا،
نه با پهنان شدن در غار کوهی
هیچ جایی بر روی زمین یافت نمی‌شود
که در آن بتوان از اعمال ناپسند خود فرار کرد.
اعمال عمدی (ذهنی، گفتاری یا جسمانی) دانه‌های کارمایی ایجاد می‌کنند که بر تجربیات آینده و تولد دوباره در چرخه سَمساره (بازپیدایش یا تناسخ) تأثیر می‌گذارند. کارما یک سرنوشت از پیش تعیین شده نیست. اعمال بر نتایج تأثیر می‌گذارد، اما شرایط فعلی را می‌توان از طریق اعمال آگاهانه تغییر داد. مسلک بودایی به دنبال درک سازوکارهای کارما و پرورش اعمال سالم و در نهایت به دنبال رهایی از چرخه تولد دوباره است.
قابل اجتناب نبودن پیامدهای کارمایی، بخش بزرگی از شیوه ارائه آموزه‌های اخلاقی در بودیسم سنتی را تشکیل می‌دهد. اعمال شرورانه، مانند کشتن، دزدی، دروغ‌گویی و غیره، کارماهای بد هستند و منجر به تولد دوباره در وضعیتی ناخوشایند در دنیای انسان‌ها یا در دوزخ می‌شوند. از سوی دیگر، اعمال نیک مانند سخاوت (به ویژه بخشش به راهبان بودایی) باعث ایجاد ثواب و منجر به تولد دوباره خوب در وضعیتی خوشایند در دنیای انسان‌ها یا در بهشت می‌شود. بوداگرایان غربی، در عین آگاهی از آموزه‌های سنتی در مورد کارما، عموماً تمایل بیشتری دارند تا قانون کارما را به مفهوم روانشناختی درک کنند، به عنوان یادآوری اینکه اعمال نیک نتایج تجربی خوشایندی را در این زندگی به همراه خواهد داشت و اعمال بد منجر به ناخوشحالی می‌شود.
کارما در بودیسم به معنای سرنوشت برگزیده نیست. هر کنش پیامدهایی دارد و انسان با دگرگون ساختن بینش و کردار می‌تواند مسیر زندگی خویش را تغییر دهد. کارما پویا و دگرگون‌شدنی است.

## تفاوت معنا در بودیسم و هندوئیسم
تمرکز بر تناسخ: در هندوئیسم، کارما ذاتاً با تناسخ مرتبط است. کارما خوب منجر به تولد دوباره بهتر می‌شود، در حالی که کارما بد منجر به تولد دوباره بدتر می‌شود.
نقش موجودات الهی: کارما در هندوئیسم می‌تواند تحت تأثیر موجودات الهی قرار گیرد. تعلق خاطر به یک خدا یا پیروی از وظایف طبقاتی می‌تواند بر نتایج کارمایی تأثیر بگذارد.
هدف کارما: در هندوئیسم، رسیدن به تولد دوباره خوب و در نهایت موکشا (رهایی) هدف نهایی است. کارما نقشی در رسیدن به آن حالت ایفا می‌کند.
مفهوم خود: هندوئیسم مفهوم قوی‌تری از یک روح فردی ابدی (آتمن) دارد که تولد دوباره می‌گیرد. کارما به سفر این روح گره خورده است.
در اصل:
در هندوئیسم: کارما کیفیت تناسخ شما را دیکته می‌کند، با هدف نهایی رسیدن به موکشا (رهایی)، اما در بودیسم، کارما تجربیات شما را در زندگی تحت تأثیر قرار می‌دهد، اما هدف نهایی فرار از چرخه تولد دوباره از طریق روشنگری است.
بودیسم بر رهایی از رنج و دلبستگی تأکید می‌کند، در حالی که هندوئیسم بر رهایی از چرخه تناسخ تمرکز دارد.
هر دو دین کارما را به عنوان اصل علت و معلول می‌دانند، جایی که اعمال (اعمال عمدی) پیامدهایی دارند. هر دو بر زندگی اخلاقی برای ایجاد کارما مثبت تأکید می‌کنند.
بودیسم مفهوم «آناتمان» (نه-خود) را تأکید می‌کند، به این معنی که هیچ جوهر ابدی وجود ندارد که از یک زندگی به زندگی دیگر منتقل شود. در مقابل، هندوئیسم به آتمن (روح ابدی) اعتقاد دارد.

### کتاب
- لانداو، جاناتان، بودیان، استفان، و بونمان، گودرون. ۲۰۱۹. بوداگرایی به‌زبان آدمیزاد. [به انگلیسی.] ویرایش دوم. فور دامیز.